# Barenton-sur-Serre
Barenton-sur-Serre är en kommun i departementet Aisne i regionen Hauts-de-France i norra Frankrike. Kommunen ligger  i kantonen Crécy-sur-Serre som ligger i arrondissementet Laon. År 2022 hade Barenton-sur-Serre 128 invånare.

## Befolkningsutveckling
Antalet invånare i kommunen Barenton-sur-Serre
Referens: INSEE